# 네즈 진파치
네즈 진파치(Jinpachi Nezu, 1947년 12월 1일 ~ 2016년 12월 29일)는 일본의 배우, 무대 연출가, 각본가이다.
쓰루시에서 태어났으며 도쿄에서 사망하였다. 사인은 암이다.

## 방송
- 혼마몽
- 애견 로시난테의 재난

## 영화
- 용서 받지 못한 자 (2003년)
- 드래곤 헤드 (2003년)
- 학교괴담 봄의 저주 스페셜 (2000년)
- 학원괴담 (2000년)
- 천리안 (2000년)
- 데드 피트 (1999년)
- 올빼미의 성 (1999년) - 하토리 역
- 다돈과 치쿠와 (1998년)
- 여름철의 어른들 (1997년)
- 검은 천사 (1997년)
- 안녕 일본! (1995년)
- 고닌 (1995년) - 히즈 카나메 역
- 노바디 (1994년)
- 천사의 창자 7- 나홀로 밤에 (1994년)
- 천사의 창자 6 - 붉은 섬광 (1994년)
- 누드의 밤 (1993년)
- 기묘한 이야기 - 1990~92년 시리즈 (1990년)
- 타스마니아이야기 (1990년)
- 눈과 피의 4일 (1989년)
- 도쿄 보델로 (1987년)
- 천사의 알 (1986년) - 소년 목소리 역
- 란 (1985년)
- 친구야 괜찮아 (1983년)
- 안녕 나의 대지여 (1982년)
- 엑기 (1981년) - 요시마츠 고로 역
- 카게무샤 (1980년)